# Bezirk Diessenhofen

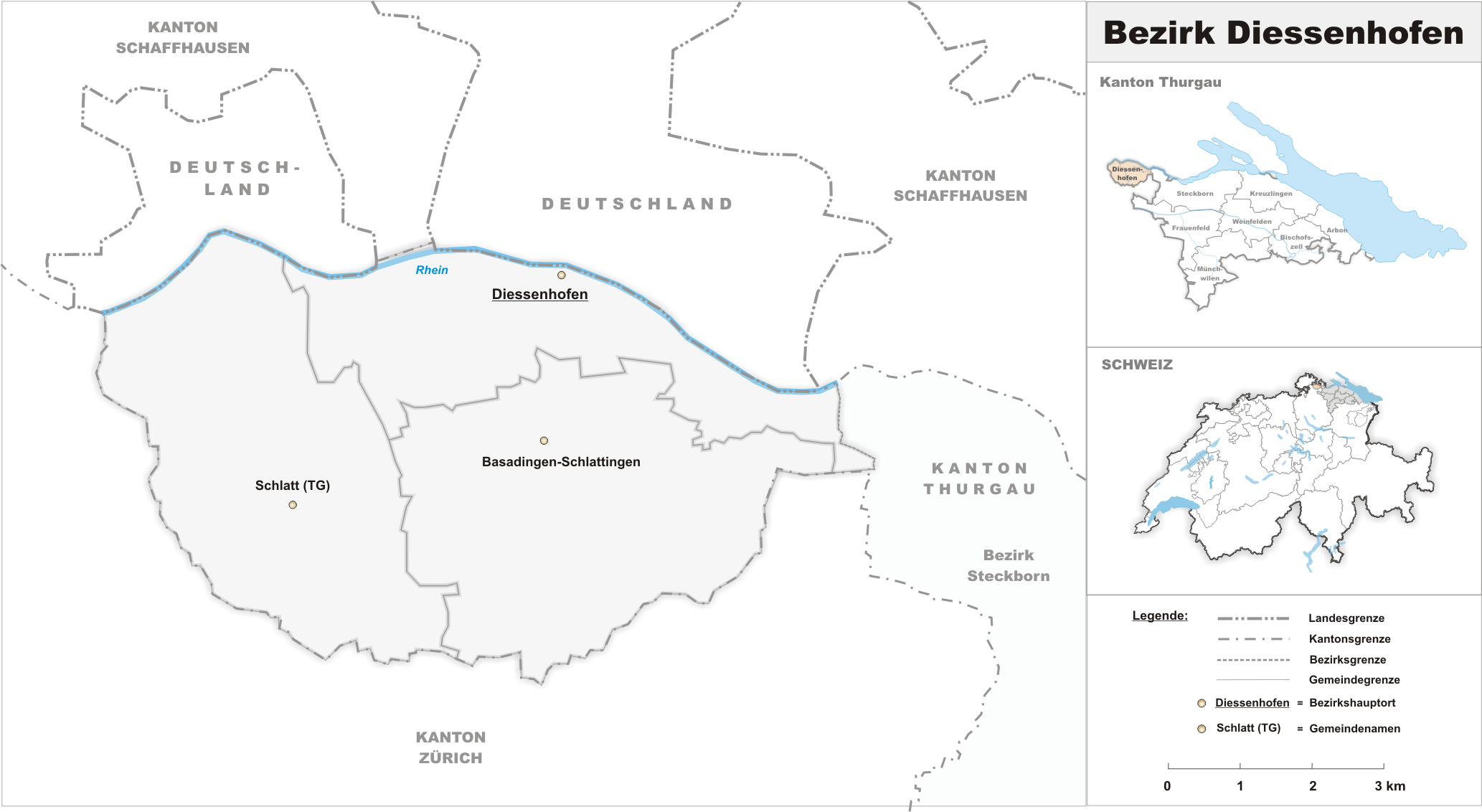
Karte des ehemaligen Bezirk Dissenhofen

Der Bezirk Diessenhofen war ein Bezirk im Kanton Thurgau. Hauptort war Diessenhofen.
In der Helvetischen Republik 1798 war Diessenhofen ein dem Kanton Schaffhausen zugehöriger Distrikt der Helvetischen Republik, 1800 ging der Distrikt an den Kanton Thurgau rüber.
Mit dem Inkrafttreten der Änderung des Thurgauer Gesetzes über die Gemeinden wurde der Bezirk Diessenhofen per Ende 2010 aufgelöst.
Zum Bezirk gehörten bis zum 31. Dezember 2010 folgende Gemeinden:
| Wappen    | Name der Gemeinde       | Einwohner (31. Dezember 2010) | Fläche in km² | Einw. pro km² |
| --------- | ----------------------- | ----------------------------- | ------------- | ------------- |
| Wappen    | Basadingen-Schlattingen | 1685                          | 15,63         | 108           |
| Wappen    | Diessenhofen            | 3350                          | 10,08         | 332           |
| Wappen    | Schlatt (TG)            | 1586                          | 15,54         | 102           |
| Total (3) | Total (3)               | 6621                          | 41,25         | 161           |

Die Gemeinden des Bezirks gehören seit dem 1. Januar 2011 zum Bezirk Frauenfeld.

## Veränderungen im Gemeindebestand

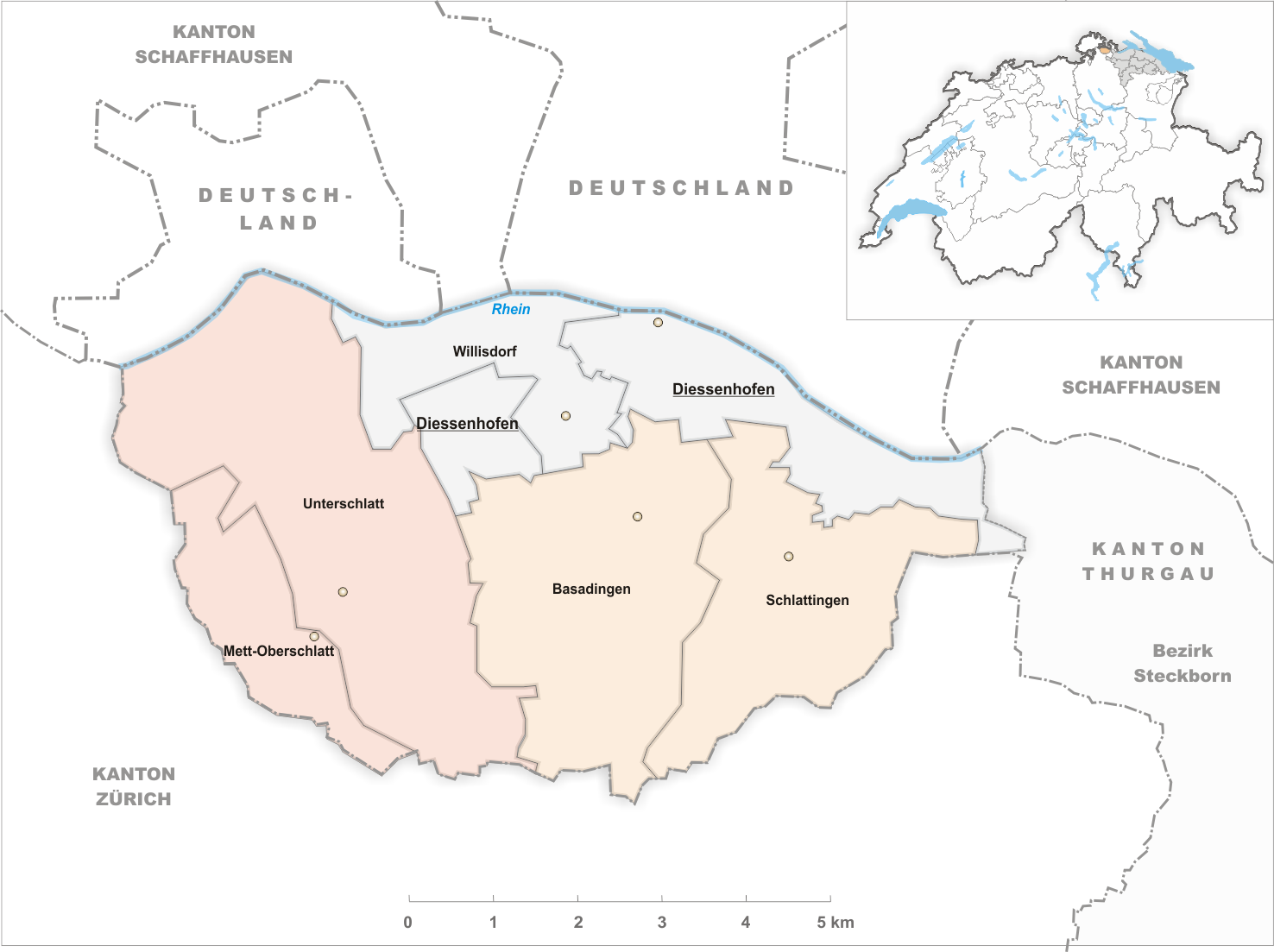
Gemeinden bis 1998
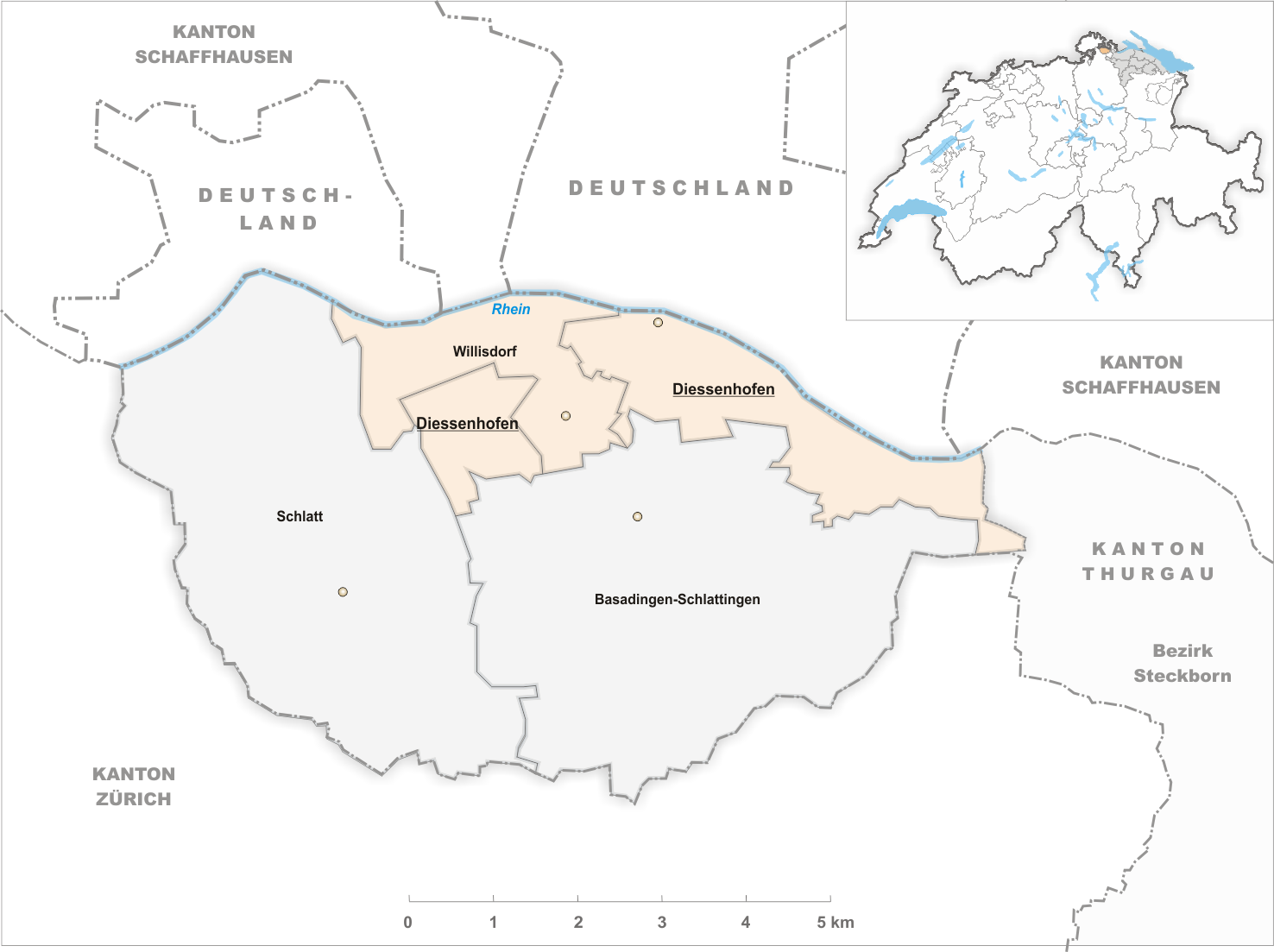
Gemeinden bis 1999

### Fusionen / Veränderungen
- 1803: Munizipalgemeinden Diessenhofen, Basadingen, Unterschlatt, Oberschlatt und Schlattingen  → Munizipalgemeinde Diessenhofen
- 1816: Munizipalgemeinde Diessenhofen → Munizipalgemeinden Diessenhofen (mit Willisdorf) und Basadingen (mit Unterschlatt, Oberschlatt und Schlattingen)
- 1869: Munizipalgemeinde Diessenhofen → Einteilung in Ortsgemeinden Diessenhofen und Willisdorf
- 1869: Munizipalgemeinde Basadingen → Einteilung in Ortsgemeinden Basadingen, Schlattingen, Mett-Oberschlatt, Unterschlatt
- 1. Januar 1999: Basadingen und Schlattingen →  Basadingen-Schlattingen
- 1. Januar 1999: Mett-Oberschlatt und Unterschlatt →  Schlatt

- 1. Januar 2000: Diessenhofen und Willisdorf →  Diessenhofen

- 1. Januar 2011: Alle Gemeinden wechseln vom Bezirk Diessenhofen →  Bezirk Frauenfeld